# Demodex phylloides
Demodex phylloides är en spindeldjursart som beskrevs av Csokor 1879. Demodex phylloides ingår i släktet Demodex och familjen Demodecidae. Inga underarter finns listade i Catalogue of Life.